# Deutschland (expeditionsfartyg)

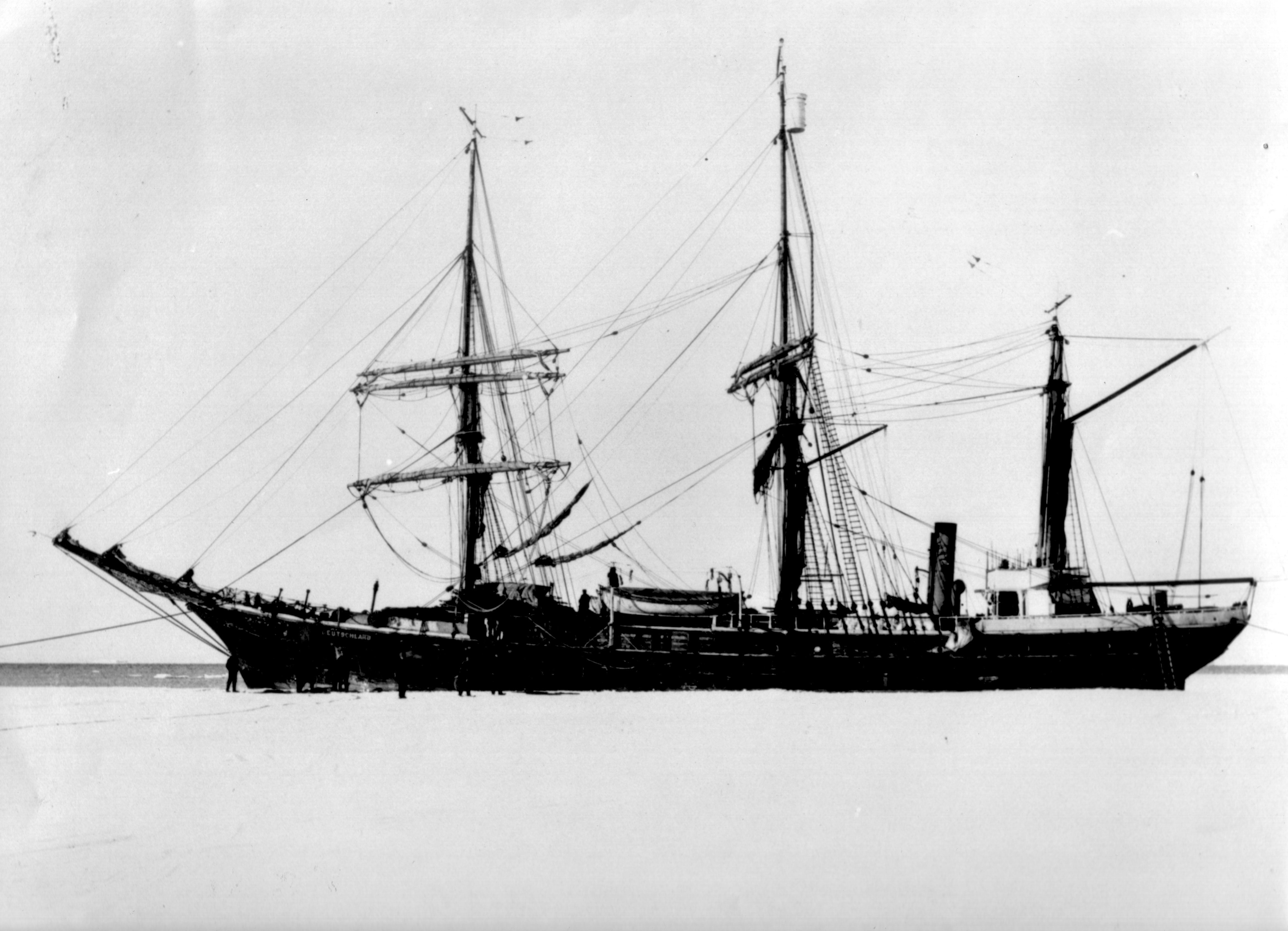
Fartyget Deutschland, 1912

Deutschland eller Bjørn som var dess ursprungliga namn var en norskbyggd båt speciellt anpassad för polarhaven. Båten var Ernest Shackletons förstahandsval inför en expedition till Antarktis. Bjørn var emellertid för dyr och Shackleton köpte därför i stället båten Nimrod för Nimrodexpeditionen. Bjørn köptes av Wilhelm Filchner och döptes om till Deutschland.
Deutschland var 44,2 meter lång och utrustad med en 220 KW ångmaskin. För säkerheten fanns flera länspumpar och en brandbekämpningsanläggning med ånga som drivkraft. En annan konstruktion producerade dricksvatten genom att förånga saltvatten. Med hjälp av sin väl utvecklade tackling nådde fartyget en maximal hastighet av 10 Kn. För utflykter fanns en mindre båt på fartyget med en 5 KW motor.
En tysk polarforskningsförening köpte fartyget för 260 000 riksmark. Den kalkylerade summan för inköp av fartyget och för alla ombyggnader var 400 000 riksmark. Deutschland var 9 meter bred och hade tre däck.
Fartyget användes under Tysklands andra Antarktisexpedition 1911-1912. Resan började den 7 maj 1911 i Bremerhaven. Efter uppehåll i Buenos Aires och Grytviken på Sydgeorgien besökte expeditionen Sydsandwichöarna innan den återvände till Grytviken. I december fortsatte resan mot Weddelhavet. Fartyget nådde shelfiskanten men installationen av en övervintringsstation misslyckades. Under resan tillbaka fastnade Deutschland i isen. Under övervintringen gjordes flera vetenskapliga observationer och utflykter med hundsläde till området. I augusti 1912 dog fartygets kapten Vahsel efter en längre tids sjukdom. Under november samma år kom fartyget ur isens grepp. Livet i polarnatten på en begränsad yta medförde akuta spänningar mellan expeditionens deltagare. Ankomsten den 12 december 1912 i Grytviken liknade ett myteri.
Fartyget köptes senare av Felix König som var deltagare i expeditionen. Han ändrade fartygets nam till Österreich och hade avsikten att starta en österrikisk Antarktisresa. Expeditionen påbörjades inte på grund av Första världskriget.